# Zborov nad Bystricou
Zborov nad Bystricou este o comună slovacă, aflată în districtul Čadca din regiunea Žilina. Localitatea se află la altitudinea de 419 m deasupra n.m., se întinde pe o suprafață de 18,71 km2 și în 2017 număra 2.253 de locuitori.

## Istoric
Localitatea Zborov nad Bystricou este atestată documentar din 1662.

## Demografie
| An:                | 1994 | 2004   | 2014   | 2024   |
| ------------------ | ---- | ------ | ------ | ------ |
| Număr de persoane: | 2137 | 2282   | 2253   | 2137   |
| Diferență:         |      | +6,78% | −1,27% | −5,14% |

| An:                | 2023 | 2024   |
| ------------------ | ---- | ------ |
| Număr de persoane: | 2142 | 2137   |
| Diferență:         |      | −0,23% |